# 카스텔라피우메
카스텔라피우메(이탈리아어: Castellafiume)는 이탈리아 아브루초주 라퀼라도에 있는 코무네이다.